# Cratere Iraca
Iraca è un cratere sulla superficie di Rea.